# Südafrikanische Badmintonmeisterschaft 1959
Die Südafrikanische Badmintonmeisterschaft 1959 fand in Kapstadt statt. Es war die neunte Austragung der nationalen Titelkämpfe im Badminton in Südafrika.

## Titelträger
| Disziplin    | Sieger                         |
| ------------ | ------------------------------ |
| Herreneinzel | Alan Parsons                   |
| Dameneinzel  | Heather Ward                   |
| Herrendoppel | H. Meyer David Powell          |
| Damendoppel  | Heather Ward Barbara Carpenter |
| Mixed        | David Powell Kay Buckle        |